# Alejo García Conde
Alejo García Conde (Ceuta, España; 2 de agosto de 1751-Ciudad de México, México; 28 de julio de 1826) fue un militar y político español que se desempeñó como Gobernador de las Provincias de Sonora y Sinaloa, Intendencia de Comayagua, y comandante general de las Provincias Internas de Occidente.

## Biografía
Nació en Guanajuato, España, el 2 de agosto de 1751; causó alta como cadete de las Reales Guardias de Infantería Española a partir del 15 de junio de 1763 y ascendió a alférez el 13 de noviembre de 1775. Asistió a la campaña de Argel en donde fue herido, estuvo cuatro años en el asedio al peñón de Gibraltar; ascendió a alférez de Granaderos en junio de 1777; a segundo teniente de Fusileros, el 29 de noviembre de 1782, a teniente coronel el 1 de enero de 1783 y pasó a la Guardia de Infantería. En 1784 fue enviado a Centroamérica como gobernador de la provincia de Comayagua (Honduras), ascendió a primer teniente de Fusileros el 14 de abril de 1785 y a coronel el 16 de abril de 1792. Promovido a las Provincias de Sonora y Sinaloa con el carácter de gobernador intendente, otorgó el juramento en la Ciudad de México el 8 de agosto de 1796 y el 20 de noviembre siguiente el comandante general de las Provincias Internas, Mariscal Pedro Nava, le impuso el “cúmplase” en Chihuahua a su despacho y prosiguió rumbo a la ciudad de Arizpe a tomar posesión. Dirigió varias expediciones armadas en contra de los apaches, en 1799 encabezó otra en contra de los seris, llegando hasta la isla del Tiburón con una sección de 500 soldados, cuatro buques y tres canoas hasta que los redujo a la impotencia, obtuvo el grado de brigadier el 2 de octubre de 1802 y cuando estalló el movimiento de independencia en septiembre de 1810, sacó tropas de los presidios militares de su demarcación, organizó milicianos e indios auxiliares y marchó rumbo al sur al encuentro del jefe insurgente José María González Hermosillo. Lo derrotó en San Ignacio Piaxtla el 8 de enero de 1811 y restableció la paz en las provincias de su mando. Fue premiado con el ascenso a mariscal de campo, después se le nombró gobernador de la Nueva Vizcaya, dejó poder en Arizpe a don Ignacio de Bustamante para que rindiera el juicio de residencia y arribó a la villa de Chihuahua el 10 de octubre de 1813, en donde tomó posesión de dicho cargo. Lo desempeñó sin interrupción hasta el 28 de noviembre de 1817, contándose entre las disposiciones que dictó la prohibición de que se aplicara a los indios la pena de azotes por considerarla inhumana. En la última fecha recibió el mando de las Provincias Internas de Occidente; el rey Fernando VII  lo agració con las condecoraciones  de las Órdenes de San Fernando y San Hermenegildo; se negó a reconocer al mariscal Francisco Novella como virrey de Nueva España por considerar ilegal su exaltación y reasumió las facultades de independencia que primitivamente habían tenido los comandantes generales. El 24 de agosto de 1821 secundó en Chihuahua el Plan de Iguala, disponiendo que fuera jurado en todos los pueblos de las provincias de su mando y continuó al frente de la comandancia general hasta el 1 de julio de 1822 en que se trasladó a la Ciudad de México. Ascendió a teniente general, en la organización del Ejército ordenada por el Poder Ejecutivo Federal se le reconoció el grado de general de división, fue Caballero de la Orden de Guadalupe e inspector general de Caballería. Falleció en la Ciudad de México el 20 de julio de 1826 y fue sepultado en el templo de la Santa Veracruz. Más tarde se trasladaron sus restos a la iglesia de los Ángeles.